# Райден (Люцерн)
Райден (нім. Reiden) — громада  в Швейцарії в кантоні Люцерн, виборчий округ Віллізау.

## Географія
Громада розташована на відстані близько 55 км на північний схід від Берна, 34 км на північний захід від Люцерна.
Райден має площу 27 км², з яких на 11,3% дозволяється будівництво (житлове та будівництво доріг), 51,3% використовуються в сільськогосподарських цілях, 36,9% зайнято лісами, 0,6% не є продуктивними (річки, льодовики або гори).

## Демографія
2019 року в громаді мешкало 7186 осіб (+10,5% порівняно з 2010 роком), іноземців було 25,2%. Густота населення становила 266 осіб/км².
За віковим діапазоном населення розподілялося таким чином: 20,6% — особи молодші 20 років, 63,1% — особи у віці 20—64 років, 16,3% — особи у віці 65 років та старші. Було 3044 помешкань (у середньому 2,3 особи в помешканні).
Із загальної кількості 3915 працюючих 206 було зайнятих в первинному секторі, 1640 — в обробній промисловості, 2069 — в галузі послуг.